# Капара
Капара је сума новца или одређена количина заменљивих ствари које дужник даје повериоцу у циљу обезбеђења испуњења своје обавезе. Предвиђена имовинска вредност се предаје унапред, пре извршења обавезе, за разлику од уговорне казне код које се дужник обавезује да плати повериоцу у случају да не изврши своју уговорну обавезу. Капара прелази у својину повериоца и сматра се стварним средством обезбеђења.

## Закон о облигационим односима
Капара се даје на основу уговора о капари. Ако је у тренутку закључења уговора једна страна дала другој страни известан износ новца или других заменљивих ствари, сматра се да је уговор закључен, осим уколико није уговорено нешто друго. У случају испуњења уговора, капара се мора вратити или урачунати у испуњење обавезе. Ако нешто друго није уговорено, страна која је дала капару не може да одустане од уговора остављајући капару другој страни, нити то може учинити друга страна враћањем удвостручене капаре. У З. О. О. уговор о капари регулисан је као реалан уговор. Други уговори који се традиционално сматрају као реални, у закону Србије су регулисани као консенсуални (остава, зајам, залога) па се зато капара посматра као изузетак. Давање капаре може имати значај и антиципираног (унапред) делимичног извршења обавезе из главног уговора али је и тада она (за разлику од аванса) средство обезбеђења. Али ако капара није изричито уговорена оно што је једна страна дала другој у моменту закључења уговора има функцију аванса.

### Функција капаре
1. Капара је знак да је закључен уговор на основу којег је капара дата.
2. Она је средство обезбеђења испуњења уговорне обавезе (врши психолошки притисак на дужника који ако не испуни обавезу из уговора може изгубити и капару).
3. Она може имати значај делимичног испуњења обавезе.
Када је уз капару уговорено право да се одустане од уговора онда капара има функцију одустанице од уговора и она припада свакој страни уговорници. Ако одустане страна која је капару дала она губи капару, а ако одустане страна која је примила капару она је враћа у дупло већој вредности.

### Правна дејства капаре
Правна дејства капаре зависе од тога да ли су обавезе које су њоме осигуране испуњене или нису.

1. Ако обе стране испуне своју обавезу капара се враћа. Капара се урачунава уколико је то могуће. Ово је последица акцесорности уговора о капари и функције капаре као средства обезбеђења извршења обавезе. У пракси ако постоји једнородност предмета капаре и предмета главне обавезе (нпр. и капара и предмет испуњења се састоји у новцу) капара се не враћа већ се урачунава у испуњење.
2. Ако престане главни уговор престаје и уговор о капари јер је акцесоран. Ово важи у случају када обе стране не испуне своју обавезу, рецимо код споразумног раскида уговора. У тим случајевима капара се враћа.
3. Ако је неиспуњење последица кривице једне стране, правила се разликују у зависности од тога која је страна у питању. Битно обележје капаре је да она истовремено обезбеђује извршење обавезе обеју страна, без обзира што капару даје само једна од њих.

А) Ако је за неиспуњење обавезе крива страна која је капару дала тада она губи право на повраћај капаре. У том случају страна која је верна уговору може:

а. Задржати капару, чак и када не трпи никакву штету због неизвршења уговора, мада се на захтев заинтересоване стране њена висина може смањити.

б. Захтевати накнаду штете због неизвршења и тада може у ту накнаду урачунати и капару.
в. Прималац капаре може оптирати и да остане при уговору и да захтева његово испуњење. У овом случају он још може тражити накнаду штете због закашњења, али је и тада дужан да урачуна капару у накнаду.
Б) Ако је за неизвршење уговора крива страна која је капару примила, друга страна тј. она која је капару дала може:

а. Одустати од уговора и захтевати удвостручени износ капаре.
б. Захтевати накнаду штете због неиспуњења и повраћај капаре.
в. Оптирати и за извршење уговора (уколико је то још могуће) и да му прималац надокнади штету због закашњења.
4. У случају делимичног испуњења обавезе поверилац не може да задржи капару, али може да тражи испуњење остатка обавезе и накнаду штете због закашњења или накнаду штете због делимичног испуњења. У оба случаја се капара урачунава у накнаду.